# Puigverd de Lleida
Puigverd de Lleida este o localitate în Spania în comunitatea Catalonia în provincia Lleida. În 2006 avea o populație de 1.259 locuitori.
1. ↑  Nomenclátor Geográfico de Municipios y Entidades de Población (20240402 edition)
2. ↑  Antònia Castelló, Aproven la moció de censura per fer fora l'alcalde de Puigverd de Lleida, Josep Solsona - 01 juliol 2024 (în catalană), accesat în 26 octombrie 2024
3. 1 2   http://www.idescat.cat/pub/?id=aec&n=925&t=2016 Lipsește sau este vid: |title= (ajutor)